# Gösta Hollström
Gösta Hollström, född den 24 maj 1884 i Mörsils församling, Jämtlands län, död den 9 juni 1976 i Uppsala, var en svensk militär. Han var farbror till Einar Hollström.
Hollström avlade studentexamen 1903. Han blev underlöjtnant vid Skaraborgs regemente 1905 och löjtnant där 1908. Han genomgick Krigshögskolan 1911–1913 och tjänstgjorde vid Statens Järnvägar 1917–1922. Hollström befordrades till kapten vid Skaraborgs regemente 1920, till major där 1929, vid Norrbottens regemente 1931, och till överstelöjtnant vid Västerbottens regemente 1934. Han var överste och chef för Västernorrlands regemente 1937–1942 och inspektör för lokalförsvaret i II. militärområdet 1942–1947. Hollström blev riddare av Svärdsorden 1926, kommendör av andra klassen av samma orden 1940 och kommendör av första klassen 1943. Han är begravd på Uppsala gamla kyrkogård.